# Arcanum (comics)
Pour les articles homonymes, voir Arcanum.
Arcanum est un comics américain créé par Brandon Peterson au scénario et au dessin. Les couleurs sont réalisées par Richard Isanove.
La série est éditée aux États-Unis par le studio Top Cow chez Image Comics et en France chez Semic. Elle a duré 8 épisodes avant d'être annulée faute de ventes suffisantes.

## Synopsis
La série met en scène deux clans de personnages, les avatars, ayant hérité de pouvoirs magiques spécifiques. Dirigés par deux demi-frères ennemis, ils se battent pour déterminer l'avenir de la Terre.

## Liste des publications

### France
- Arcanum tome 1 - Semic (2000) -  (ISBN 2-91408-201-0)
- Arcanum tome 2 - Semic (2000) -  (ISBN 2-91408-213-4)

Les 6 premiers épisodes ont également été publiés dans les numéros 216 à 221 de la revue Titans.